# 奥索尼亚山脉
奥索尼亚山脉（Ausonia Montes）是位于火星第勒尼安海区南纬25.42°，东经99.04°处的一座山脉，绵延约158公里（98英里），名称取自火星古典反照率特征名。。

## 参引资料
1. ↑  "奥索尼亚山脉". Gazetteer of Planetary Nomenclature. USGS Astrogeology Research Program.